# 司馬楙
司馬 楙（しば ぼう、? - 永嘉5年6月11日（311年7月13日））は、西晋の皇族。字は孔偉。義陽成王司馬望の四男。

## 生涯
魏の時代に楽陵亭侯に封じられ、やがて仕官して相国参軍事に任じられた。
泰始元年（265年）、武帝司馬炎が西晋を興すと、東平王に封じられ、食邑3097戸を与えられた。やがて、散騎常侍・尚書と移った。
司馬楙は他者におべっかをよく使い、司馬炎の外戚として権勢を振るっていた楊駿に取り入り、不正行為を働いた。
元康元年（291年）3月、恵帝司馬衷の皇后賈南風は宦官董猛・孟観・李肇・楚王司馬瑋・東安公司馬繇と結託して楊駿を討った。これにより、司馬楙もまた法に則って死罪となったが、司馬繇と親交が深かった事により特別に免罪となった。やがて大鴻臚に任じられ、侍中を加えられた。
司馬繇は朝政を専断しようと目論んでおり、朝政を司っていた汝南王司馬亮とはそりが合わなかった。東武公司馬澹の讒言により司馬繇が免官となると、司馬楙もまた官を免じられ、封国へ出された。司馬楙は財貨を収集して私腹を肥やし、奢侈な様は度を越していたという。
永康2年（301年）1月、趙王司馬倫が帝位を簒奪すると、司馬楙は洛陽へ召還された。斉王司馬冏が司馬倫誅殺を掲げて挙兵すると、司馬倫は司馬楙を衛将軍・都督諸軍事に任じた。司馬倫が誅殺されると、司馬楙は免官となった。4月、司馬冏が輔政するようになると、司馬繇は僕射となり、司馬楙を平東将軍・都督徐州諸軍事に推挙した。これは認められ、下邳を鎮守する事となった。11月、成都王司馬穎が輔政するようになると、衛将軍に昇進した。
永安元年（304年）7月、東海王司馬越が恵帝を奉じて成都王司馬穎の征討に向かうと、司馬楙は車騎将軍に任じられ、都督徐州諸軍事は以前通りとし、兵を率いて鄴へ進軍するよう命じられた。遠征軍が敗れて恵帝が捕らわれると、司馬越は下邳へ逃亡を図ったが、司馬楙はこれを阻んだので、司馬越は封国である東海国に帰還した。
10月、都督幽州諸軍事王浚と東嬴公司馬騰は司馬穎討伐を掲げて決起すると、司馬穎は鄴を放棄して恵帝を連れて洛陽へ逃走した。司馬楙は范陽王司馬虓・鎮東将軍周馥らと共に上書して司馬穎の廃太弟を勧めた。11月、河間王司馬顒配下の張方が恵帝を連れ去って長安への遷都を強行した。
永興2年（305年）7月、司馬越は挙兵して恵帝奪還を目論み、州郡へ檄文を送った。司馬楙はこれを大いに恐れたが、長史王脩は「東海の宗室は声望が厚く、今こそ将に義を興こすべき時です。公は徐州をお授けになられるべきです。そうすれば謙譲の美名を得ることができます」と勧めると、司馬楙はこれに従った。司馬越は自ら都督徐州諸軍事を兼任し、司馬楙は代わって兗州刺史を称し、この事を上表した。長安にいる恵帝は密かに劉虔を派遣し、司馬楙に正式に官爵を与えた。司馬楙は兗州刺史苟晞が自分を蔑ろにしている事を憂慮し、劉虔に兵を与えて詔と称して苟晞を誅殺させようと目論んだ。だが、苟晞は既に職を代わっていたので果たせなかった。
司馬楙は兗州で重税を課して郡県を圧迫していたので、司馬虓は苟晞に兗州刺史を代わらせ、司馬楙には青州を治めさせた。しかし、司馬楙はこれに反発し、遂に豫州刺史劉喬と結託して司馬顒側に寝返り、司馬越・司馬虓と対立した。
同年末、司馬虓は劉琨と督護田徽を派遣して司馬楙を攻撃させると、司馬楙は廩丘で迎え撃ったが敗れ、封国へ撤退した。
光熙元年（306年）6月、恵帝が無事洛陽へ帰還すると、司馬楙は宮殿へ詣でた。
永嘉元年（307年）1月、懐帝司馬熾が即位すると、竟陵王に改封され、光禄大夫に任じられた。司馬越は豫州牧となると、世子司馬毗と側近の何倫は朝廷を監視した。司馬楙は上書し、懐帝へ何倫を討つ事を進言した。懐帝はこれを許可したが、作戦は失敗した。懐帝は禍を避ける為、全ての罪を司馬楙に帰したが、司馬楙は洛陽から逃走したので罪を免れた。
永嘉5年（311年）3月、司馬越が死去すると、罪を許された。
6月、永嘉の乱により洛陽が陥落すると、司馬楙は漢（後の前趙）の征討大都督・単于左輔劉曜により殺害された。